# 康姬鼎
康姬鼎（？—？），字苍我，號景岳，陝西西安府同州郃阳县淳化里人。明朝政治人物。

## 生平
萬曆四十六年（1618年）戊午科陕西鄉試舉人，天啓二年（1622年）壬戌科進士。三年授河东盐运司儒学教授，四年升任国子监学正。崇祯元年补原职，二年升户部云南司主事，敕授承德郎，有“超然自得，卓尔人师，门心皆水，壶玉是氷”之褒，并封其父加节如其官。三年管理临清钞关，四年养病，八年京察。

## 家族
父康加节，號绿乔，太史解胤樾撰墓志。
子康体谦，字受之，號立斋。十岁为诸生，井虹屿督学器之。顺治庚子乡试误中副榜，康熙己酉、庚戌联捷进士，后六年卒于家。